# 林淑藝
林淑藝（1988年8月19日—2004年4月3日），臺灣雲林縣虎尾鎮人，三好氏遠端肌肉萎縮症患者，2003年第三屆總統教育獎得主，去世後以紀念文集收入作母校虎尾高中的獎學金。

## 生平
林淑藝出生3個月就因肺炎住院，不久診斷出脊髓型肌肉萎縮症，成為當時臺灣肌肉萎縮病史中最早發的個案。父親林福盛回憶，女兒在知道自己不會走路之後，從都不提出過分的要求，有超過同齡人的懂事。林淑藝姊姊林小巧為妹妹，自願讀中華醫事技術學院以成為護士照顧妹妹。林淑藝雖行動極不方便，卻喜歡剪貼藝術，可花一、兩個月來完成一幅剪貼作品。當林淑藝就讀國中，身體因素只能讀上午的課，中午就由父親帶回家自習，但依然優異成績，既使虛弱能保持在班上十名內，畢業典禮中更獲議長獎。2003年7月11日，總統教育獎公布，其中國中組25名中有林淑藝。
林淑藝自虎尾國小、崇德國中到虎尾高中，成績都名列前矛。在她虎尾高中一年三班時，第一次段考就奪全年級第一名。但2004年1月13日晚，期末考前晚，林淑藝因身體不適入台中榮民總醫院後，自此再也不能說話、寫字。《中國時報》在2月19日以頭版加五版的版面對林淑藝的報導，引起讀者注意，連遠在金馬澎湖的人都以電話鼓勵她。2月23日上午，林淑藝在病房接受國家熱愛生命獎章時，用注音符號表作眼神示意，由姊姊寫下「我活得很有希望，有了奇蹟，有了意義，有了未來...」等感謝詞。當天，由榮民總醫院院長邵克勇在婦幼大樓為「畫出生命尊嚴──罕見天使林淑藝病房首展」揭幕。在林淑藝入住近半年時間，周大觀文教基金會董事長郭盈蘭數度中探視，對林淑藝印象是「臉上始終掛著甜美笑容」。
2004年4月3日晚8點，林淑藝體內突然大出血，急救無效去世。5日，虎尾高中校長黃清江在朝會與師生為林淑藝默哀。當天，黃清江接到周大觀之父周進華電話，知道周大觀文教基金會願意協助出書紀念、成立林淑藝獎學金，就命林淑藝導師蕭亦維、輔導室主任林娟娟、教師黃國忠、教師吳清海及校長室祕書林金鍊擔任編輯紀念文集。18日下午，由畢耀遠在虎尾鎮惠來公墓主持追思彌撒時，和林淑藝一樣曾獲得總統教育獎、但未認識的鄭佩淳姊妹也從桃園縣特地來參加。

## 身後
2004年11月初，由黃國忠主編收錄三好氏遠端肌肉萎縮症病患林淑藝生平、生前繪畫、散文與新詩作品的紀念文集《只要我還能呼吸》出版。出版一個多月，三千冊全銷售，約十二萬元版稅全由周大觀文教基金會捐虎尾高中作獎學金。
2006年6月16日，虎尾高中畢業典禮，由縣長蘇治芬與周大觀文教基金會頒發林淑藝榮譽畢業證書將她父親，並頒發「林淑藝熱愛生命獎學金」給肢障及視障的畢業生陳政宏、周冠瑜。

## 專書
- 黃國忠. . 黑龍江美術出版社. 2005  [2024-03-20]. ISBN 9787531813071. （原始内容存档于2024-03-20）.
- 黃國忠. . 海鴿文化. 2004  [2024-03-20]. ISBN 9789867347022. （原始内容存档于2024-03-20）.